# Hilyotrogus pilicollis
Hilyotrogus pilicollis är en skalbaggsart som beskrevs av Moser 1913. Hilyotrogus pilicollis ingår i släktet Hilyotrogus och familjen Melolonthidae. Inga underarter finns listade i Catalogue of Life.